# アポゴン (潜水艦)
アポゴン (USS Apogon, SS-308) は、アメリカ海軍の潜水艦。バラオ級潜水艦の一隻。艦名は熱帯および亜熱帯に生息するテンジクダイ科の一部を指すフランス語名に因んで命名された。当初の艦名はコダラ（英名Haddock）のスペイン語名に因みアバデージョ (Abadejo) となる予定であったが、起工前の1942年9月24日にアポゴンに変更された。

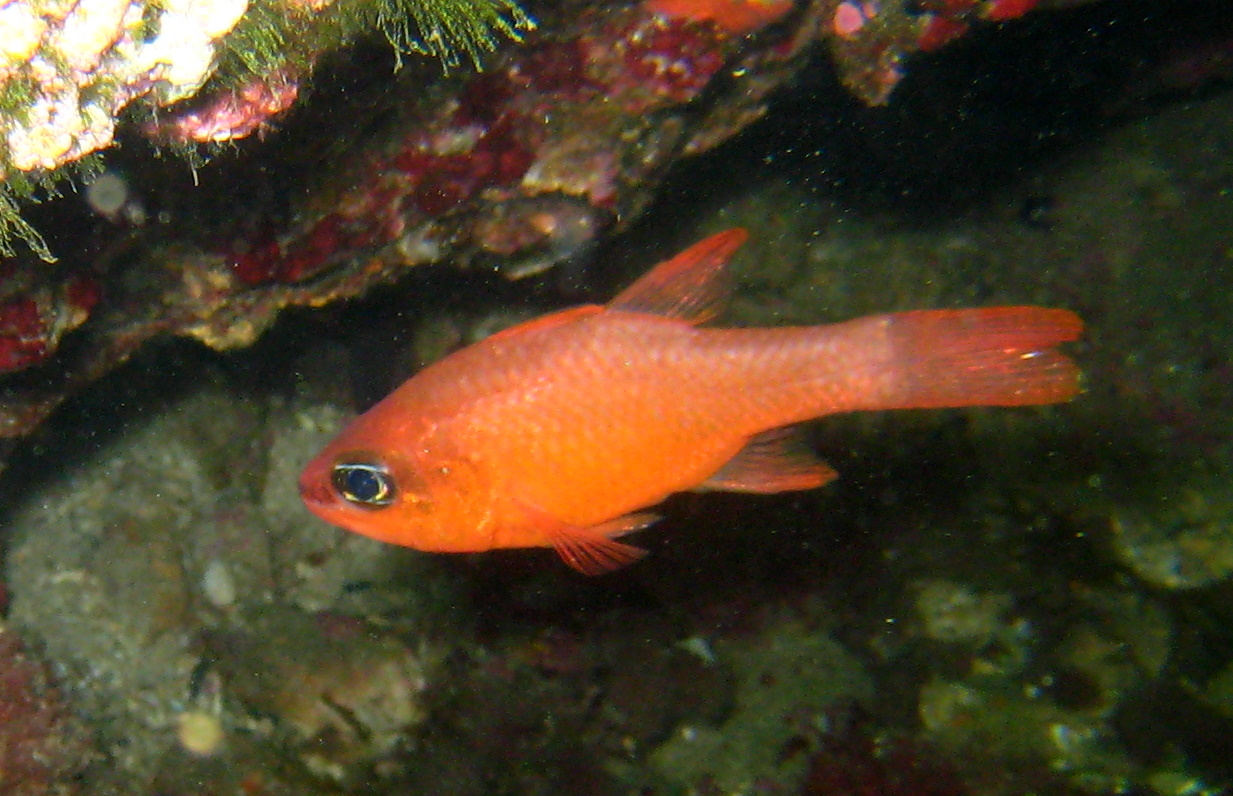
カーディナルフィッシュ（Apogon commun）

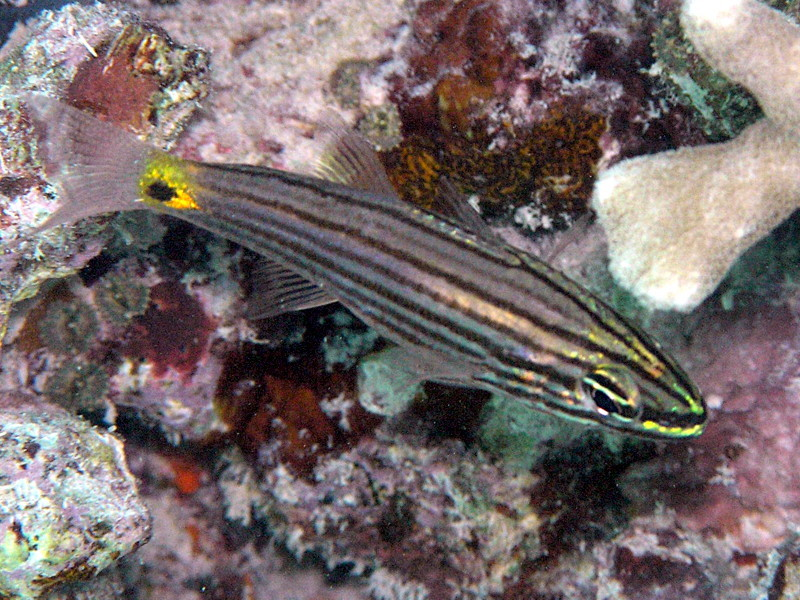
カスミヤライイシモチ（Apogon strie）

## 艦歴
アポゴンは1942年12月9日にメイン州キタリーのポーツマス海軍造船所で起工した。1943年3月10日にトーマス・ウィザーズ提督夫人によって命名、進水し、1943年7月16日に艦長ワルター・P・シューニ少佐（アナポリス1931年組）の指揮下就役する。就役後、ニューイングランド沖合で整調を行い、9月13日にニューロンドンを出航、ハワイに向かう。9月25日にパナマ運河を通過し、同日太平洋艦隊に合流した。10月11日に真珠湾に到着し、3週間の訓練を行った。給油および哨戒準備が完了すると、あとは最初の出撃の待つのみとなった。

### 第1の哨戒 1943年11月 - 12月
11月3日、アポゴンは最初の哨戒でトラック諸島方面に向かった。当時、ギルバート諸島攻略のためのガルヴァニック作戦が進められており、アポゴンを含んだいくつかの潜水艦はその支援を行った。アポゴンの哨戒海域は春島（モエン島）から半径110キロの海域を含み、トラックからクェゼリン環礁間の大洋航路に沿ったものであった。11月5日にジョンストン島で給油した後、哨戒海域に到着した。この哨戒を通じて、アポゴンは少なくとも4つの接触を持ち、うち3度の攻撃機会が得られた。その1つは、12月4日にポンペイ島北東250キロ地点で発見した、マーシャル諸島に向かう途中の5012船団に対する攻撃であり、アポゴンは特設砲艦大同丸（大阪商船、2,962トン）を撃沈した。12月18日、アポゴンは45日間の行動を終えてミッドウェー島に帰投、さらに12月26日に真珠湾に回航された。

### 第2の哨戒 1944年1月 - 12月
1944年1月15日、アポゴンは2回目の哨戒でマリアナ諸島方面に向かった。2月1日、アポゴンは6隻の輸送船で構成された船団を発見し攻撃した。爆発音を聞いた乗組員は潜望鏡で観測し、大鯨型潜水母艦あるいは帝亜丸（帝国船舶、元フランス船アラミス/日本郵船委託、17,537トン）級客船と目された第一の目標が燃えていると判断した。アポゴンは別の目標を選び攻撃。これは護衛艦と判断された。この攻撃を通じてアポゴンは2隻24,000トンの戦果を挙げたと信じたが、戦後に記録を洗いなおした結果、実際の戦果はゼロであった。3月9日、アポゴンは55日間の行動を終えて真珠湾に帰投。潜水母艦ブッシュネル (USS Bushnell, AS-15) による改修を受けた。また、3月15日から19日にかけてはドック入りし、スクリューの交換を行った。

### 第3、第4の哨戒 1944年4月 - 7月
4月2日、アポゴンは3回目の哨戒で日本近海に向かった。2日後の4月4日にジョンストン島で給油した後、哨戒海域に向かった。しかし、出港の翌日に乗組員が20ミリ機銃を整備していた際、弾倉に残っていたカートリッジが乗組員の足の上に落ち負傷させたため、アポゴンはこの負傷した乗組員を上陸させるべくジョンストン島に戻った。負傷した乗組員を上陸させた後、4月6日に再出撃した。この哨戒では目立った戦果はなかった。5月22日、アポゴンは49日間の行動を終えてマジュロに帰投した。
6月8日、アポゴンは4回目の哨戒で潜水艦ガードフィッシュ (USS Guardfish, SS-217) 、スレッシャー (USS Thresher, SS-200) 、ピラーニャ (USS Piranha, SS-389) とウルフパックを構成しルソン海峡方面に向かった。7月12日、アポゴン以下のウルフパックは、バタン諸島近海でモマ01船団を発見。アポゴンはそのうちの1隻である日蘭丸（南洋海運、6,503トン）を攻撃しつつあった時、日蘭丸はアポゴンの潜望鏡を発見し突進してきた。アポゴンは艦尾発射管からの攻撃に切り替えて攻撃態勢を整えつつあったその時、アポゴンの右手にあった陸軍特殊船・摩耶山丸（三井船舶、9,433トン）がアポゴンの潜望鏡に向けて体当たり攻撃と爆雷投下を行った。潜望鏡は2本とも破損し、レーダーもねじ曲げられた。アポゴンは哨戒を打ち切り、7月22日にミッドウェー島に到着して潜望鏡を応急修理した。7月26日、アポゴンは37日間の行動を終えて真珠湾に帰投。潜望鏡やエンジンの交換を含む改装工事を受けた。艦長がアーサー・C・ハウス・ジュニア（アナポリス1934年組）に代わった。

### 第5、第6の哨戒 1944年9月 - 1945年1月
9月12日、アポゴンは5回目の哨戒で千島列島方面に向かった。9月23日に北緯34度57分 東経150度44分 / 北緯34.950度 東経150.733度の地点で特設監視艇第六朝洋丸（西大洋漁業、91トン）を撃沈した。4日後の9月27日には、北緯47度07分 東経151度25分 / 北緯47.117度 東経151.417度北緯47度7分、東経151度25分のオホーツク海で、濃霧によりヲ403船団からはぐれて単独航行となっていた八郎潟丸（中川汽船、1,999トン）を撃沈し、生存者2名を救助した。翌月はこれといった獲物もなかった。10月28日、アポゴンは46日間の行動を終えてミッドウェー島に帰投した。
11月20日、アポゴンは6回目の哨戒で千島列島方面に向かった。この時期になると、アポゴンの哨戒海域を往来する船舶はほとんどおらず、12月19日にタンカーに対して雷撃したのが、この哨戒におけるアポゴンの唯一の攻撃行動であった。1945年1月5日、アポゴンは46日間の行動を終えて真珠湾に帰投。2日後の1月7日にオーバーホールのためにメア・アイランド海軍造船所に回航されていった。

### 第7、第8の哨戒 1945年5月 - 9月
5月28日、オーバーホールを終えたアポゴンは7回目の哨戒で潜水艦カベゾン (USS Cabezon, SS-334)  とウルフパックを構成し千島列島方面に向かった。6月18日、アポゴンとカベゾンの2隻は北緯50度23分 東経155度06分 / 北緯50.383度 東経155.100度の幌筵島南西端沖で幌筵島から出てきたばかりの輸送船団を発見し、アポゴンはそのうちの1隻に対して2本の魚雷を発射し、うち1本が目標船の中央部に命中、目標は船尾から沈んでいった。これが、かつては日清戦争、日露戦争時の病院船で、のちに小林多喜二の『蟹工船』のモデルとなった博愛丸（日本海洋漁業、2,614トン）の最期であった。カベゾンももう1隻の輸送船である蔵王山丸（川崎汽船、2,631トン）を撃沈し、この船団は護衛艦を残して全滅した。7月2日には、北緯49度28分 東経154度19分 / 北緯49.467度 東経154.317度の地点で第58号駆潜特務艇、第65号駆潜特務艇と交戦して損傷を与えた。7月14日、アポゴンは48日間の行動を終えてミッドウェー島に帰投した。
8月7日、アポゴンは8回目の哨戒で南鳥島近海に向かった。しかし、一週間後の8月15日に戦争が終了したためこの哨戒で攻撃を行うことはなかった。9月2日、アポゴンは26日間の行動を終えて真珠湾に帰投した。これがアポゴンの最後の哨戒となった。
アポゴンは第二次世界大戦の戦功で6個の従軍星章を受章した。

### 戦後・クロスロード作戦

ベーカー実験における爆発

真珠湾に帰投したアポゴンはサンディエゴに回航されることとなり、9月11日に到着した。アポゴンは10月1日に同地で予備役となった。1946年1月、真珠湾に向けて出航した。クロスロード作戦における標的艦として使用されるため、その準備を行うためであった。標的艦としての改修が完了すると、アポゴンは5月31日にビキニ環礁に到着し、7月1日に行われた「ベーカー」実験で沈没した。アポゴンは1947年2月25日に除籍された。